# Capim
Capim is een gemeente in de Braziliaanse deelstaat Paraíba. De gemeente telt 5.458 inwoners (schatting 2009).